# Vochysia ortegae
Vochysia ortegae är en tvåhjärtbladig växtart som beskrevs av L. Marcano-berti och J. Bautista Bautista. Vochysia ortegae ingår i släktet Vochysia och familjen Vochysiaceae. Inga underarter finns listade i Catalogue of Life.